# Mahmoud Guettat
Mahmoud Guettat, né le 28 mars 1945 à Djerba, est un ethnomusicologue et universitaire tunisien, professeur émérite spécialisé de la civilisation arabo-musulmane.
Il a enseigné dans plusieurs institutions et centres de recherche en France et en Tunisie et a fondé l’Institut supérieur de musique de Tunis en 1982. 

## Biographie
Il obtient le diplôme de musique arabe en 1966 puis, après le baccalauréat, poursuit ses études supérieures à Paris. En 1972, il obtient une maîtrise en arabe et une licence en musique puis, en 1973, un DEA en sciences du son naturel, suivi d'un master en sciences du son musical obtenu en 1977. La même année, il soutient à la Sorbonne sa thèse de doctorat avec un travail intitulé La musique andalouse et ses prolongements contemporains au Maghreb. Il obtient en 1996 son habilitation universitaire de l'université de Tunis I.
Il enseigne en France, dans les universités de Paris-VI, Paris-IV, Paris-X et Paris-VIII, mais aussi en Tunisie dans différents établissements de l'université de Tunis I. En 1982, il fonde l'Institut supérieur de musique de Tunis, établissement universitaire chargé de la formation en musique et musicologie et unique établissement du genre au Maghreb.
Il occupe des responsabilités dans divers institutions dont l'Académie tunisienne des sciences, des lettres et des arts, la Ligue arabe et l'Unesco. Il participe également à la fondation du Centre des musiques arabes et méditerranéennes.

## Travaux
Mahmoud Guettat s'est beaucoup intéressé à la musique arabo-andalouse et ses prolongements contemporains dans les pays du Maghreb. Il a également produit des CD musicaux et explicatifs et certains modèles de composition andalous comme la nouba.
Il a publié plusieurs ouvrages et articles en arabe et français, dont certains sont traduits.

## Prix Mahmoud-Guettat
Dans le cadre de la quatrième édition des Journées musicales de Carthage, en 2017, un prix international baptisé « Mahmoud-Guettat » est créé par le ministère des Affaires culturelles dans le but d'encourager les recherches en musicologie,.

## Publications
- La musique classique du Maghreb, Paris, Sindbad, 1980, 398 p. (ISBN 978-2727400530)[5]
- La tradition musicale arabe, Paris, Centre national de documentation pédagogique, 1986, 130 p. (ISBN 978-2240000651)
- La musique arabo-andalouse : l'empreinte du Maghreb, Paris/Montréal, Les Patriarches Dar al-Uns/Fleurs sociales, coll. « Chants et poésie du Maghreb », 2000, 528 p. (ISBN 978-2920540262)
- Musiques du monde arabo-musulman : guide bibliographique et discographique, approche analytique et critique, Paris, Les Patriarches Dar al-Uns, coll. « Chants et poésie du Maghreb », 2004, 463 p. (ISBN 978-2911854095)